# Henry I. Hodes

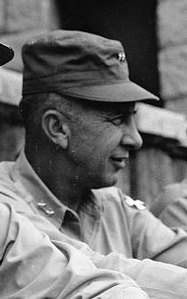
Henry I. Hodes (1951)

Henry Irving Hodes (* 19. März 1899 in Washington, D.C.; † 14. Februar 1962 in San Antonio, Texas) war ein General der United States Army. Er war unter anderem Kommandeur der United States Army Europe (USAREUR).

## Militärische Karriere
Im Jahr 1920 graduierte er an der United States Military Academy in West Point. Anschließend wurde er als Leutnant der Kavallerie zugeteilt. In der Armee durchlief er anschließend alle Offiziersränge vom Leutnant bis zum Viersternegeneral. In der Folge war er im Westen der Vereinigten Staaten bei Kavallerieeinheiten, die damals noch mit Pferden ausgerüstet waren, in Wyoming und Texas stationiert. Außerdem absolvierte er eine Kavallerieschule in Fort Leavenworth in Kansas. In den Jahren 1923 und 1924 machte er eine Fliegerausbildung, die er aber nach einigen Abstürzen aufgab.
In den 1930er Jahren war er an verschiedenen Standorten der Armee stationiert. Dazu gehörte neben Garnisonen auf dem amerikanischen Festland auch ein Einsatz auf den Philippinen. Im Jahr 1937 absolvierte er einen Generalstabkurs und 1939 studierte er am United States Army War College. Anfang der 1940er Jahre diente er als Generalstabsoffizier im damaligen Kriegsministerium. Ab 1944 war Hodes aktiv am Kriegsgeschehen des Zweiten Weltkriegs beteiligt. Dabei kommandierte er das 112th Infantry Regiment, das in Europa eingesetzt war. Bei Kämpfen in Frankreich und Belgien wurde er im Jahr 1944 zwei Mal verwundet. Im Januar 1945 wurde er zum Brigadegeneral befördert.
Zwischen Dezember 1944 und 1947 war Henry Hodes wieder Stabsoffizier im Kriegsministerium. Danach war er bis 1949 Stabschef der 4. Armee. Für kurze Zeit war er danach stellvertretender Kommandeur der 1. Kavalleriedivision, die damals in Japan stationiert war. Während des Koreakrieges war er zunächst stellvertretender Kommandeur der 7. Infanteriedivision und danach stellvertretender Kommandeur der 8. Armee. Anfang 1952 bekam er für zwei Monate das Kommando über die 24. Infanteriedivision.
In den Jahren 1952 bis 1954 leitete Henry Hodes das Command and General Staff College und die dazugehörige Garnison in Fort Leavenworth. In den Jahren 1955 und 1956 kommandierte er als Nachfolger von Anthony McAuliffe die 7. Armee in Deutschland, deren Hauptquartier damals noch nicht mit dem von USAREUR verschmolzen war. Das Kommando über USAREUR, das er danach dann zwischen dem 1. Mai 1956 und dem 1. April 1959 innehatte, war sein letzter militärischer Einsatz. Danach ging er in den Ruhestand.

## Persönliches
Henry Hodes war der Sohn von Henry Ketchum Hodes (1874–1929) und dessen Frau Maria Sophia Shaw (1875–1956).
Hodes war mit Laura Celeste Taylor (1902–1977) verheiratet. Das Paar hatte einen Sohn namens John Taylor Hodes (1926–2012), der ebenfalls eine Offizierslaufbahn in der Armee einschlug und es bis zum Oberst brachte. Henry Hodes starb am 14. Februar 1962 in San Antonio und wurde auf dem Friedhof des Fort Sam Houston beigesetzt.

## Orden und Auszeichnungen
General Hodes erhielt im Lauf seiner militärischen Laufbahn unter anderem folgende Auszeichnungen:
- Army Distinguished Service Medal  (3-Mal)
- Silver Star (2-Mal)
- Legion of Merit (2-Mal)
- Bronze Star Medal  (2-Mal)
- Air Medal
- Purple Heart (2-Mal)
- World War I Victory Medal
- American Defense Service Medal
- American Campaign Medal
- European-African-Middle Eastern Campaign Medal
- World War II Victory Medal
- National Defense Service Medal
- Korean Service Medal
- United Nations Korea Medal
- Distinguished Service Order (Großbritannien)
- Order of Military Merit (Süd-Korea)
- Korean War Service Medal (Süd-Korea)